# Srikalikapuram
Srikalikapuram es una ciudad censal situada en el distrito de Tiruvallur en el estado de Tamil Nadu (India). Su población es de 5044 habitantes (2011). Se encuentra a 60 km de Tiruvallur.

## Demografía
Según el censo de 2011 la población de Srikalikapuram era de 5044 habitantes, de los cuales 2597 eran hombres y 2447 eran mujeres. Srikalikapuram tiene una tasa media de alfabetización del 75,61%, inferior a la media estatal del 80,09%: la alfabetización masculina es del 87,43%, y la alfabetización femenina del 63,36%.